# Ambalkumolo
Ambalkumolo is een bestuurslaag in het regentschap Kebumen van de provincie Midden-Java, Indonesië. Ambalkumolo telt 1880 inwoners (volkstelling 2010).